# جان جانز دي جونج ستامبيوين
جان جانز دي جونج ستامبيوين (بالهولندية: Jan Stampioen) ‏(1610 - 1653) عالم رياضيات هولندي اشتهر بعمله المنشور في حساب المثلثات الكروية. في 1638 انتقل إلى لاهاي ليصبح مدرسًا فيليم (ويليام) الثاني، أمير أورانيا. في 1644 كان يعمل لتدريس كريستيان هوغنس في الرياضيات.